# Heinrich Hensel
Heinrich Hensel (* 29. Oktober 1874 in Neustadt an der Haardt; † 23. Februar 1935 in Hamburg) war ein deutscher Opernsänger in der Stimmlage Tenor.

Heinrich Hensel as "Siegfried" LCCN2014686055

## Leben
Heinrich Hensel war Schüler von Gustav Walter in Wien, von Eduard Bellwidt in Frankfurt a. M., von Oscar Saenger in New York und Jacques Stückgold in München. Er wurde von dem Dirigenten Felix Mottl entdeckt. 1897 debütierte er am Stadttheater von Freiburg i. Br. als Alessandro Stradella von Friedrich von Flotow. Von dort kam er 1900 an das Opernhaus von Frankfurt, wo er als Lyonel in Flotows Martha debütierte, und dem er bis 1906 angehörte. In der Erstaufführung von Karl Goldmarks Götz von Berlichingen im Jahr 1903 wirkte er mit. 1907 wurde er als lyrischer Tenor nach Wiesbaden verpflichtet. Dort lernte er Richard Tauber kennen, der ihn sehr bewunderte. Am 23. Januar 1910 wirkte er am Hoftheater von Karlsruhe in der Uraufführung von Siegfried Wagners Oper Banadietrich mit. 1912 verließ er Wiesbaden, um in Hamburg der führende Heldentenor zu werden.
Hensel trat an allen großen deutschen Operntheatern als Gast auf, u. a. in Stuttgart, Hannover, Karlsruhe, Mannheim, Berlin, aber auch in Paris, Zürich, London, Brüssel. 1899 gastierte er an der Wiener Hofoper als Turiddu in Cavalleria rusticana. In den Jahren 1911 und 1912 sang er bei den Festspielen von Bayreuth den Parsifal und Loge (Das Rheingold). Ebenfalls 1911 debütierte er als Lohengrin an der Metropolitan Opera New York. Den Parsifal interpretierte er noch in London, Brüssel und Hamburg. In den 1920er Jahren erschien er auch als Operetten- und Liedsänger. Er zog sich im Jahr 1929 von der Bühne zurück und wirkte als Gesangslehrer in Hamburg.
Heinrich Hensel war mit der Sopranistin Elsa Hensel-Schweitzer (1871–1937) verheiratet und hatte mit ihr eine Tochter, Elisabeth. 1910 trennten sich die beiden Künstler.
Seit 2022 wird alle zwei Jahre an der Hochschule für Musik Karlsruhe der Heinrich-Hensel-Preis an junge Studierende verliehen.